# Montambert
Montambert település Franciaországban, Nièvre megyében. Lakosainak száma 116 fő (2022. január 1.). Montambert La Nocle-Maulaix, Cronat, Cercy-la-Tour, Fours és Saint-Hilaire-Fontaine községekkel határos.

## Népesség
A település népességének változása:
| Lakosok száma | 139  | 134  | 131  | 123  | 122  | 122  | 121  | 119  | 116  |
|               | 2013 | 2015 | 2016 | 2017 | 2018 | 2019 | 2020 | 2021 | 2022 |